# Machimus bromleyanus
Machimus bromleyanus is een vliegensoort uit de familie van de roofvliegen (Asilidae). De wetenschappelijke naam van de soort is voor het eerst geldig gepubliceerd in 1950 door Carrera & Andretta.